# Buddhadása
Buddhadása Bhikkhu (thajsky: พุทธทาสภิกขุ, 27. května 1906 – 25. května 1993) byl jedním z nejvlivnějších buddhistických mnichů a asketických filosofů dvacátého století. Byl to velmi pokrokový vykladač buddhistických doktrín, který pomohl reformovat buddhismus ve své zemi, v Thajsku. Ačkoli byl Buddhadása vysvěceným buddhistickým mnichem v théravádové tradici, který prošel všemi předepsanými rituály, odmítal v zásadě rozlišovat mezi jednotlivými náboženskými tradicemi a všechna náboženství považoval za jedinou Dharmu. Rovněž inspiroval osobnosti jako byl Pridi Phanomyong, vůdce thajské revoluce z roku 1923, měl vliv na thajská sociální hnutí a na umělce šedesátých let dvacátého století.
Následující úryvek z jednoho Buddhadásova textu ilustruje proč bylo a je jeho učení často ortodoxními théravádovými buddhisty přijímáno s výhradami. Bývá obviňován z toho, že zanáší do théravádové tradice mahájánové prvky a příliš zdůrazňuje některé neortodoxní myšlenky. Popírá například, jak ukazuje následující text, že by pro dosažení plodu buddhistického snažení bylo nevyhnutelně nutné monastické cvičení soustřední, čímž jako by odkazoval na některé mahájánové tradice; obzvláště mu bývá podsouvána inspirace zen-buddhismem. Podle kritiků také přehání spojováním „oproštění se od připoutanosti k já a moje“ s nirvánou, chybně vykládá pozici Buddhy k znovuzrozování atd. (k obojímu více v knize Heartwood of the Bodhi Tree: The Buddha's Teaching on Voidness, viz konec úryvku). Lze říci, že jeho učení je více atraktivní pro laické buddhisty a v tomto smyslu se v mnoha směrech snažil théravádový buddhismus demokratizovat a modernizovat.

## Knihy v češtině
- Zásady Buddhova učení. V Praze: Dharma, 1996, 110 s. (z anglického originálu „Buddha-Dhamma for (University) Students“ přeložil Jakub Bartovský, text v anglickém jazyce)

- Prázdnota v srdci stromu osvícení: Buddhovo učení o prázdnotě. Praha : ADA, 1996, 168 s. (z anglického originálu knihy „Heartwood of the Bodhi Tree: The Buddha's Teaching on Voidness“ vydané Wisdom Publications v roce 1994 přeložil Aleš Adámek – vzhledem ke kvalitě překladu je lépe číst text v anglickém jazyce, nepovedený český překlad v pdf[nedostupný zdroj])

- Vědomé pozorování dýchání. Bratislava: Eugenika, 2003, 189 s. (z anglického originálu „Mindfulness with breathing“ přeložila Marta Pilařová, text v anglickém jazyce v pdf)

- Další texty dostupné na internetu v angličtině lze najít na:

what-buddha-taught.net
buddhanet.net